# Postconstructivisme
 (juillet 2025).
 (juillet 2025).
La mise en forme du texte ne suit pas les recommandations de Wikipédia : il faut le « wikifier ».
Les points d'amélioration suivants sont les cas les plus fréquents. Le détail des points à revoir est peut-être précisé sur la page de discussion.
- Les titres sont pré-formatés par le logiciel. Ils ne sont ni en capitales, ni en gras.
- Le texte ne doit pas être écrit en capitales (les noms de famille non plus), ni en gras, ni en italique, ni en « petit »…
- Le gras n'est utilisé que pour surligner le titre de l'article dans l'introduction, une seule fois.
- L'italique est rarement utilisé : mots en langue étrangère, titres d'œuvres, noms de bateaux, etc.
- Les citations ne sont pas en italique mais en corps de texte normal. Elles sont entourées par des guillemets français : « et ».
- Les listes à puces sont à éviter, des paragraphes rédigés étant largement préférés. Les tableaux sont à réserver à la présentation de données structurées (résultats, etc.).
- Les appels de note de bas de page (petits chiffres en exposant, introduits par l'outil «  Source ») sont à placer entre la fin de phrase et le point final[comme ça].
- Les liens internes (vers d'autres articles de Wikipédia) sont à choisir avec parcimonie. Créez des liens vers des articles approfondissant le sujet. Les termes génériques sans rapport avec le sujet sont à éviter, ainsi que les répétitions de liens vers un même terme.
- Les liens externes sont à placer uniquement dans une section « Liens externes », à la fin de l'article. Ces liens sont à choisir avec parcimonie suivant les règles définies. Si un lien sert de source à l'article, son insertion dans le texte est à faire par les notes de bas de page.
- La présentation des références doit suivre les conventions bibliographiques. Il est recommandé d'utiliser les modèles {{Ouvrage}}, {{Chapitre}}, {{Article}}, {{Lien web}} et/ou {{Bibliographie}}. Le mode d'édition visuel peut mettre en forme automatiquement les références.
- Insérer une infobox (cadre d'informations à droite) n'est pas obligatoire pour parachever la mise en page.

Pour une aide détaillée, merci de consulter Aide:Wikification.
Si vous pensez que ces points ont été résolus, vous pouvez retirer ce bandeau et améliorer la mise en forme d'un autre article.

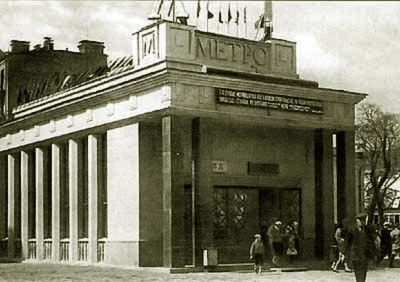
Pavillon d'entrée du parc Kultury-Radialnaya à Moscou dessiné par Georgii Kroutikov et V.S.Popov (1935, démoli en 1949). À noter les colonnes fines et carrées sans chapiteau.

Le postconstructivisme fut un style architectural transitoire qui exista en Union soviétique dans les années 1930, succédant à l'architecture constructiviste et typique de l'architecture stalinienne des débuts, avant la Seconde Guerre mondiale. Le terme postconstructiviste fut forgé par Selim Khan-Magomedov (ru), un historien de l'architecture, pour décrire la mutation de la production des artistes d'avant-garde vers le néoclassicisme stalinien,. Khan-Magomedov data le Postconstructivisme de 1932 à 1936, mais les délais de construction et l'immensité du territoire sur lequel ce style s'est appliqué allongent sa durée jusqu'en 1941.
L'existence de ce style est admise, mais les explications de Khan-Magomedov (ru) considérant son évolution comme un processus naturel à l'intérieur de la communauté architecturale, plutôt que comme dérivée simplement d'un interventionnisme de l'État, fait l'objet de débats.

## L'analyse de Khan-Magomedov
(Cette partie est inspirée du livre de Khan-Magomedov soviet avant-garde architecture, vol.1, Avant-garde to postconstructivism and beyond)

### Le contexte
En 1932–1933, lors du concours du Palais des Soviets, l'État adressa un message clair aux architectes : l’époque des expérimentations était terminée. Désormais, les nouvelles constructions devaient suivre les canons classiques.
À ce moment-là, la profession d’architecte en URSS était divisée en trois grandes générations :
1. Les anciens néoclassiques   Architectes quinquagénaires ou sexagénaires comme Ivan Fomine, Alekseï Chtchoussev ou Ivan Joltovski. Grâce à leur formation rigoureuse et leur longue expérience, ils maîtrisaient plusieurs styles : Art nouveau, néoclassicisme, constructivisme.
2. Les avant-gardes de l’entre-deux-guerres   Une génération plus jeune, marquée par le constructivisme ou le rationalisme. À l’exception des frères Vesnine, la plupart manquaient d’expérience avant 1914. La guerre, la révolution et la guerre civile avaient paralysé la construction jusqu’en 1926.   Entre 1927 et 1929, d’anciens théoriciens comme Nikolaï Ladovski, Moisei Ginzbourg ou Ilya Golossov se tournèrent vers la pratique. Mais en 1933, ils n’avaient que sept ans d’expérience, et déjà un âge avancé pour débuter.
3. Les jeunes militants de l’école prolétarienne (VOPRA)   Issus de la promotion de 1929, comme Arkady Mordvinov ou Karo Alabyan, ils avaient été formés par les grands noms du constructivisme, qu’ils rejetèrent ensuite comme étant une « avant-garde stérile ».   Ignorant la culture classique et sans expérience, ils compensaient leur faiblesse technique par une ferveur idéologique. Ils menèrent de violentes attaques contre certains architectes, notamment Ivan Leonidov.

### Naissance d'un style
Selon Khan-Magomedov, Ivan Fomine et Ilya Golossov furent deux précurseurs de ce style. Ils convergèrent vers le même style venant de deux univers différents - Néoclassicisme et Constructivisme. Le concept de Fomine, facilement formulable, érigé en acier et granit à Moscou (bâtiment du Dynamo), fut bien compris même par la jeunesse inexpérimentée. « La jeunesse suivait instinctivement ceux qui arrivaient à déclarer leur position clairement. La jeunesse croyait que cette période était un état culturel auto-suffisant, et non une transition vers quelque chose d'autre ». En 1933-34, Golossov en termina publiquement avec l'avant-garde. Il retourna au Néoclassicisme, essayant néanmoins d'éviter les citations littérales du passé. Par exemple il utilisa des colonnes à section carrée au lieu des traditionnelles à section circulaire. Les colonnes carrées, sveltes et sans chapiteau devinrent la marque de fabrique de ce style naissant. Les réponses de Golossov lors de concours publics inspirèrent par leur style de nombreux adeptes.
Projets originaux d'Ivan Fomine et d'Ilya Golossov (jamais exécutés) :

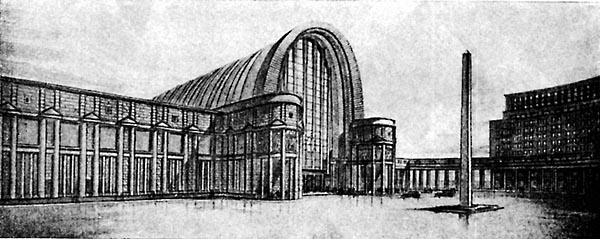
Ivan Fomine. Gare de Koursk à Moscou, 1933
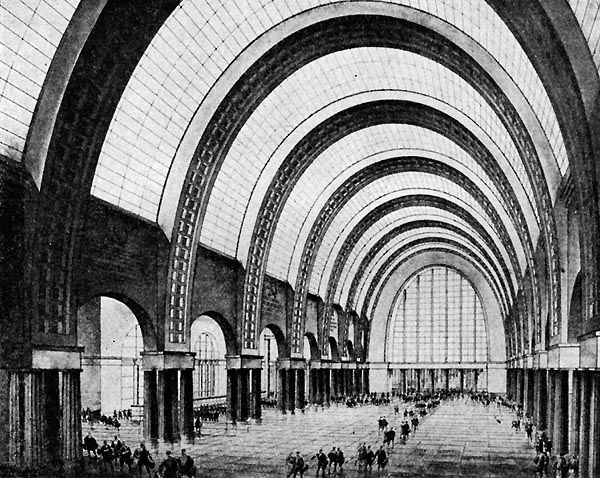
Ivan Fomine. Hall de la gare de Koursk, 1933

### Identification du style
Khan-Magomedov a défini le postconstructivisme comme « une enveloppe néoclassique sans les détails néoclassiques. » Golossov et ses suiveurs ont délibérément remplacé les modénatures historicisantes (colonnes, chapiteaux, frises et corniches) par d'autres de leur propre invention - pour se démarquer d'un pur renouveau néoclassique. Les volumes principaux respectent les règles classiques et sont en général parfaitement symétriques.
Immeubles d'Ilya Golossov et de Vladimir Vladimirov à Moscou :

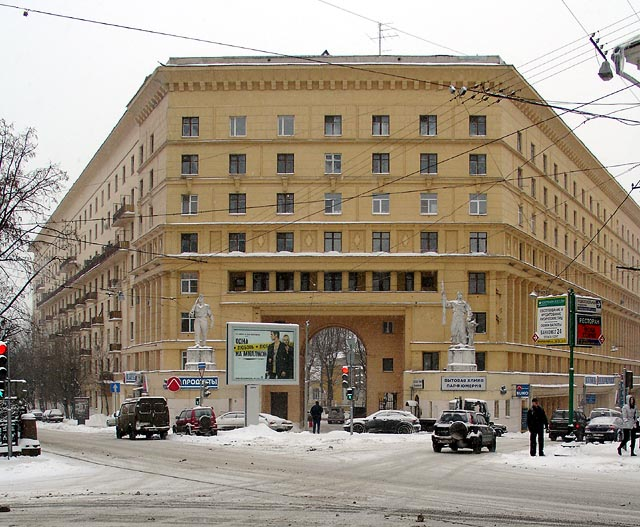
Ilya Golossov. Yauzsky, 2, 1936-1941.
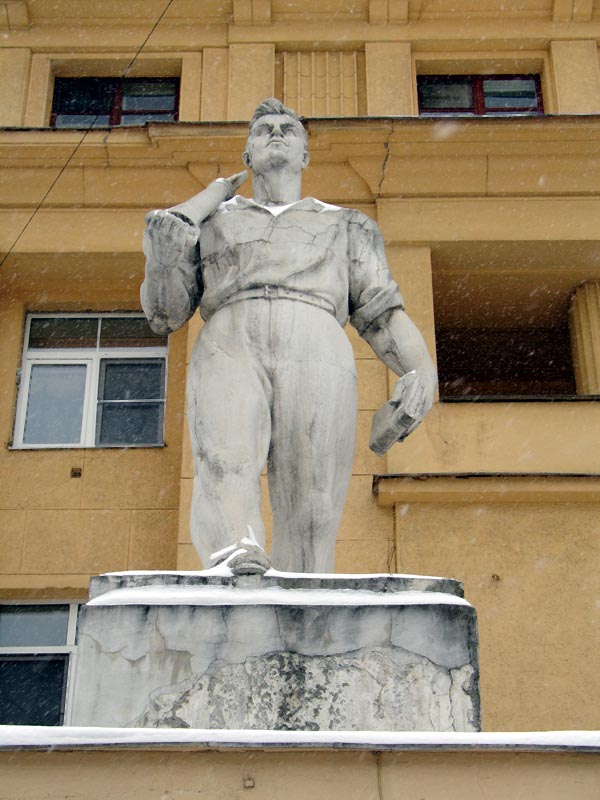
Ilya Golossov. Yauzsky, 2, détail.
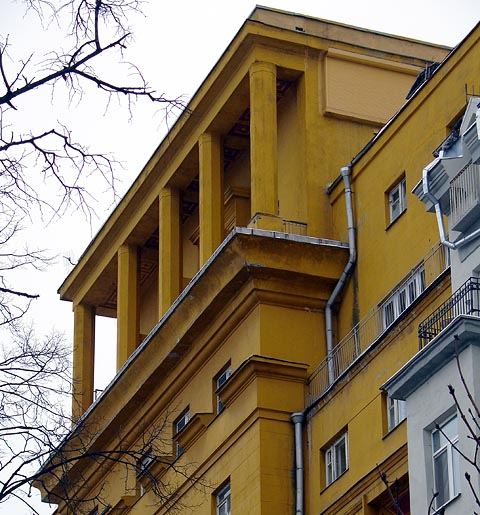
Vladimirov. Aviazhilstroy, duplex avec des colonnes octogonales.
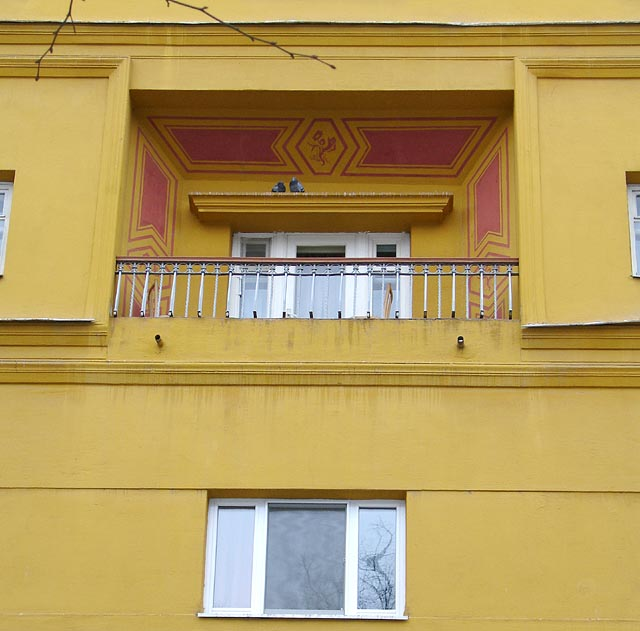
Vladimirov. Aviazhilstroy, loggia.

### La reconnaissance
Le Postconstructivisme a bénéficié des réactions naturellement hostiles à l'avant-garde et à l'éclectisme passéiste. Ce style a été perçu comme nouveau, et permit en même temps de construire des immeubles de prestige suivant le goût de l'élite provinciale. Un autre avantage en pleine période de rationnement généralisé fut que, à l'inverse du Constructivisme, ce type de construction minimisait l'utilisation de l'acier et du ciment, revenant à la maçonnerie plus traditionnelle avec parquets et cloisonnage. Ceci explique la diffusion du Postconstructivisme dans les années 1930.
Évolution - du Constructivisme au Postconstructivisme puis à l'architecture stalinienne :
Moscou

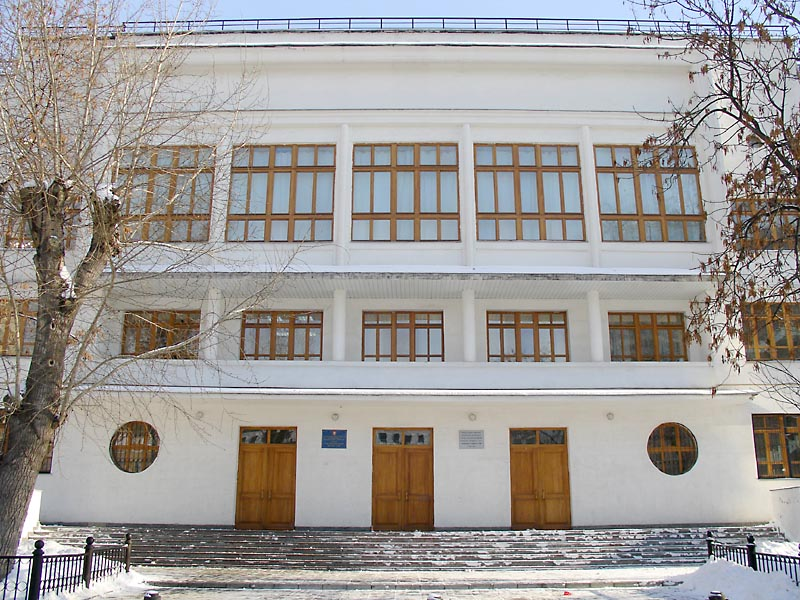
École 518 d'Ivan Zvezdin, 1933-1935
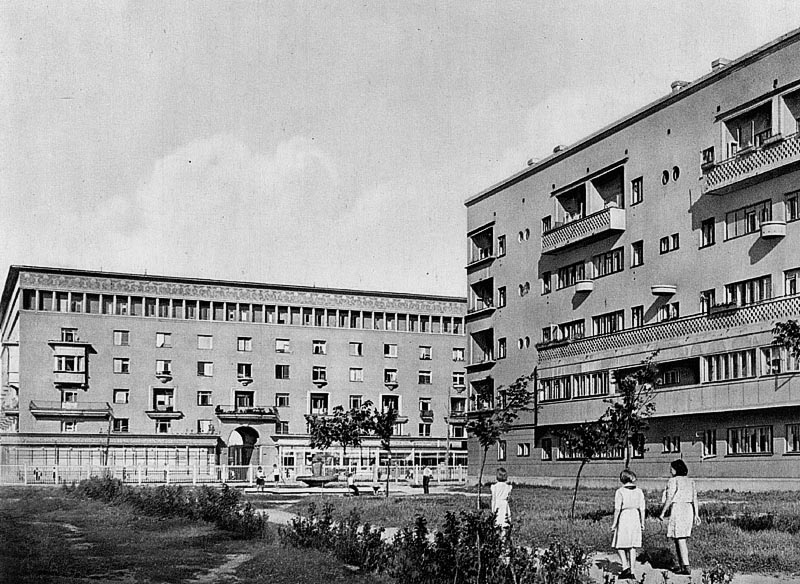
Immeuble Schosse Entuziastov, de Guryev-Gurevich et Zaltsmann, 1935-36
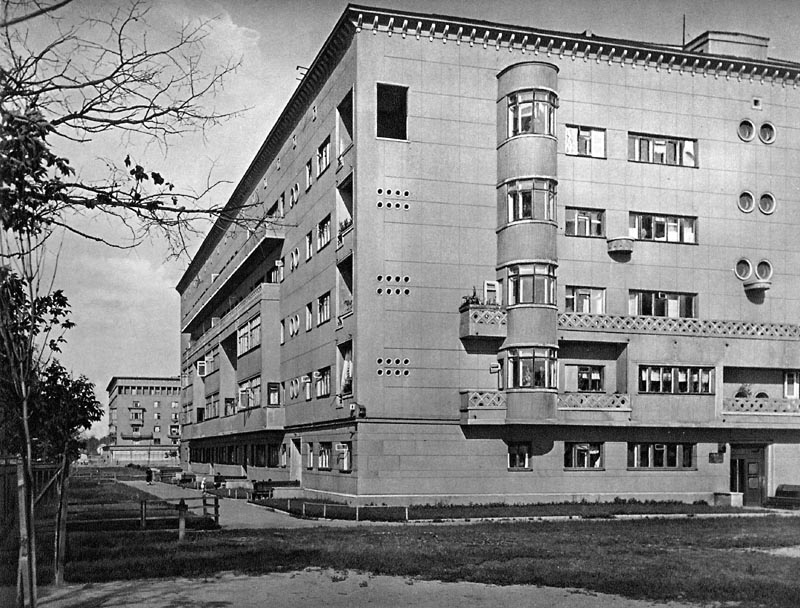
Immeuble Schosse Entuziastov, de Guryev-Gurevich et Zaltsmann, 1935-36

Léningrad
Sverdlovsk et Kouïbychev

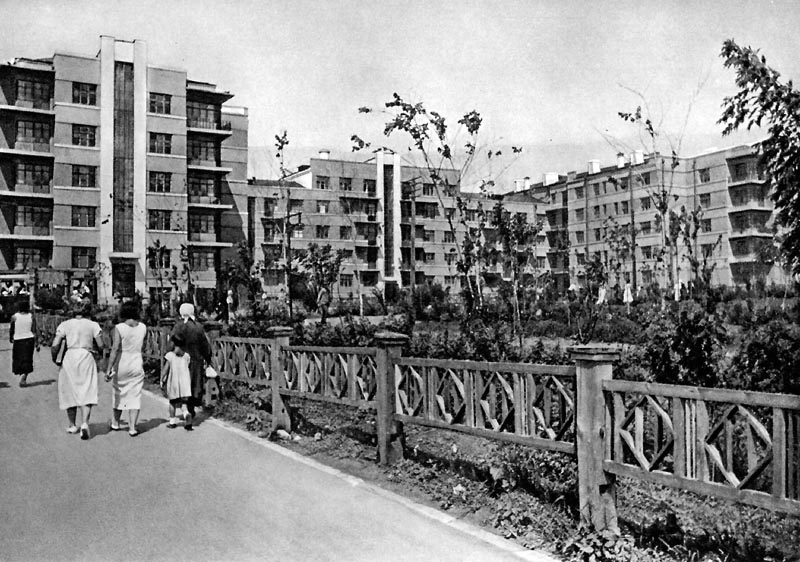
Immeubles à Kouïbychev, de Matveyev et Bosim, 1936
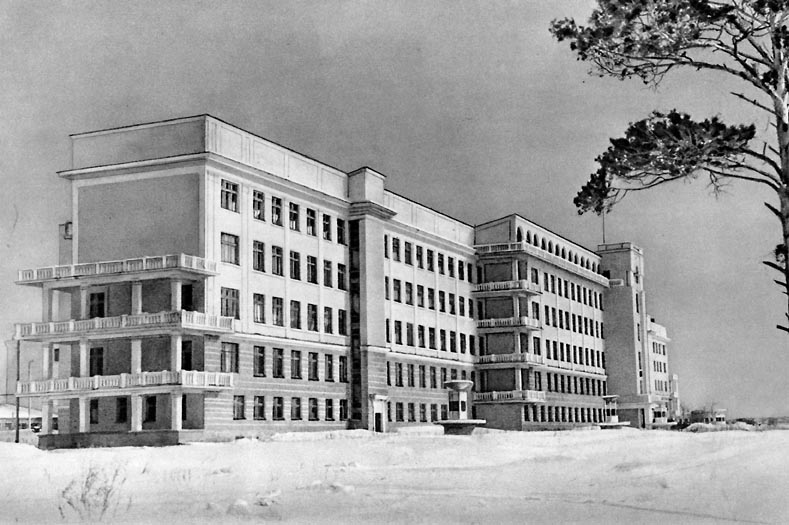
Hôpital à Sverdlovk, de Yugov, 1936-1939
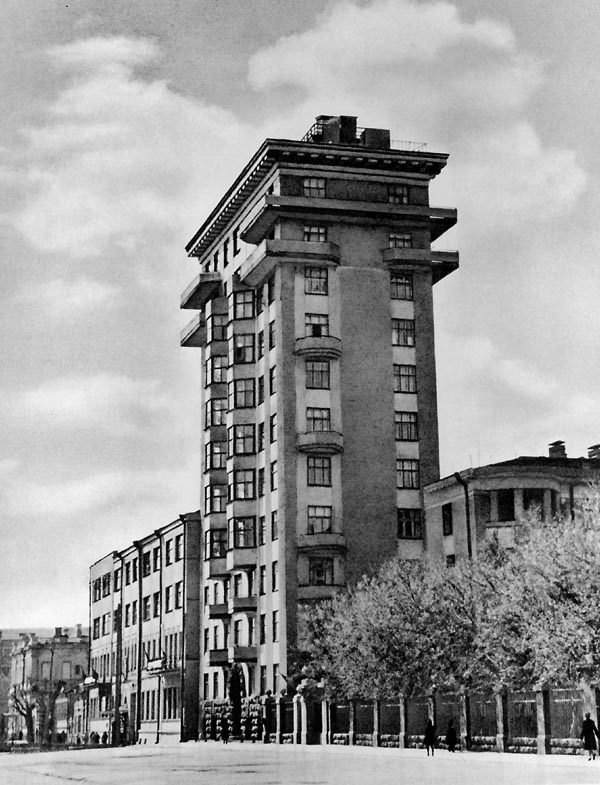
Tour à Sverdlovsk, 1932
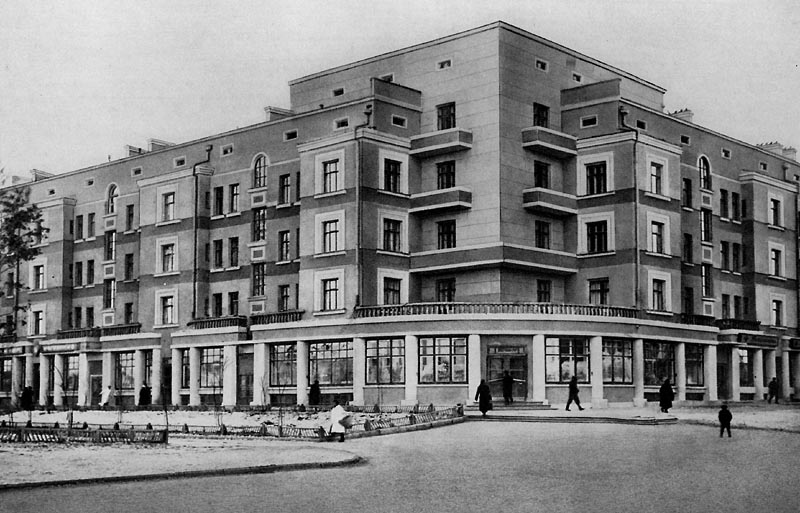
Immeubles à Sverdlovsk, d'Oransky, 1936

### La fin
Dès 1936 l'aile gauche de la « promotion 1929 » et de plus jeunes encore (Mordvinov, Alabyan) avaient acquis une certaine expérience de la pratique. Il manquait à ces architectes l'enseignement classique qu'avaient reçu les vieux constructivistes ; ce défaut de compétence les prévenait de toute velléité de réinvention d'un héritage néoclassique, mais tout ce dont ils étaient capables était de copier servilement. Le résultat fut qu'ils rejetèrent leurs professeurs avant-gardistes et s'engagèrent dans un style purement néoclassique. Ils ne purent se contenter de Postconstructivisme, car ils n'avaient aucune capacité à innover — contrairement à Golossov ou à Fomine. Au même moment, en 1936, Fomine mourait et Golossov devenait trop âgé, laissant le champ libre à la nouvelle génération.
Un autre groupe de jeunes architectes cherchant une formation académique fréquenta les ateliers de Joltovski et autres vieux architectes néoclassiques. Eux aussi se convertirent au-delà du Postconstructivisme directement aux canons staliniens. Leurs vieux mentors étaient toujours actifs et bénéficiaient du soutien de l'État. Il n'y avait plus aucun besoin d'inventer de nouvelles formes ou un nouveau style. Les projets postconstructivistes se prolongèrent tant bien que mal encore quelques années, avant que la Seconde Guerre mondiale n'enterre définitivement ce mouvement.

## Critique de la position de Khan-Magomedov

### Le rôle de l'État
Des auteurs comme Dmitry Khmelnizky apprécient les études de Khan-Magomedov faite sur les années 1920 et 1930 mais ils ne sont pas d'accord avec lui sur les origines et l'évolution des débuts de l'architecture stalinienne et de l'agonie du Constructivisme.
Khan-Magomedov mentionne à peine le rôle de l'État (ou Staline personnellement) dans ces événements, présentant la disparition de l'avant-garde comme une évolution naturelle à l'intérieur de la communauté des architectes. Il admet que la profession était manipulée par les jeunes de la « promotion 1929 », mais il n'étudie pas les forces qui ont modelé et dirigé ces attaques. Il ne dit rien de l'influence personnelle de Staline ni de la montée de la terreur. Khan-Magomedov analyse les attaques politiques menées en 1929-1931 par le VOPRA, mais oublie de mentionner qu'elles participaient d'une campagne nationale acharnée. Comme Khmelnitsky le résume, le « Postconstructivisme était "né de la terreur". Le terme même est trompeur. Les traces de Constructivisme dans le Postconstructivisme des années 1930 est le fait d'une indécision et non d'une tradition. "On" a prohibé le Constructivisme sans déterminer quoi faire à la place, … ce qui a donné une architecture malade. Établir des parallèles avec le reste de l'Europe ne sert à rien. Il n'y a pas de "parallèle européen", même l'architecture nazie n'est pas arrivée à cela ».

### Le facteur Art déco
Le Postconstructivisme a émergé en même temps que des adaptations soviétiques de l'Art déco. Des exemples de ce style, comme en 1934 la  bibliothèque Lénine de  Vladimir Chtchouko, peuvent être confondus avec du Postconstructivisme. En fait Chtchouko était aguerri au Néoclassicisme, et cette bibliothèque fut un essai de variation d'un style classique prolétarien avec un vocabulaire Art déco. La situation à l'intérieur de la profession fut encore plus diverse que ce qu'a montré Khan-Magomedov. De même, les immeubles de Vladimirov illustrés ci-dessus sont souvent catégorisés comme une adaptation Art déco.

## Aujourd'hui

### Reconnaissance publique et préservation
Le public en général est pour la plupart ignorant de ce concept de Postconstructivisme. Les agents immobiliers le qualifient plutôt de stalinka précoce (stalinisme précoce), et c'est d'ailleurs la façon dont est perçu ce style par la majorité.
À Moscou ces bâtiments sont progressivement démolis et reconstruits (voir : façadisme) ; la démolition des immeubles postconstructivistes, à quelques exceptions près, passe inaperçue, même auprès de ceux qui s'occupent de préservation. Un exemple récent de bâtiment perdu à jamais est l'A.A. immeuble de Samoilov sur Novy Arbat à Moscou, rasé en 2006.

### Des bâtiments dangereux
Les bâtiments des années 1920-1930 se servaient d'une technologie déjà ancienne (maçonnerie, stuc, planchers et cloison en bois), ainsi que de matériaux et d'une la main d'œuvre de piètre qualité. Cette qualité médiocre d'origine, aggravée d'une maintenance inadéquate, les amena à un rapide déclin. À part quelques immeubles bien entretenus pour classe aisée, le style stalinka précoce est en mauvaise condition. Le 10 février 1999, un incendie dans un commissariat de police de Samara construit en 1936 a fait 57 victimes. Le 13 février 2006, le bâtiment constructiviste de la Pravda construit par Panteleimon Golossov est détruit par la feu, tuant une personne et en blessant quatre,.

### Reconstruction
Une vraie reconstruction des bâtiments constructivistes ou stalinka précoces est une gageure. Leur structure est faible, et souvent nécessite une complète démolition. L'École 518 (Baltchoug à Moscou) constitue un bon exemple, dessiné en 1933 par Ivan Zvezdine (1899-1979) et terminée en 1935. Louée par Khan-Magomedov, le seul bâtiment postconstructiviste sur la liste des monuments nationaux, l'école fut reconstruite en 2001 selon les normes de sécurité standards. La plupart des murs de refend et tous les intérieurs de 1935 furent entièrement reconstruits sans rien conserver d'origine.